# Khāl Kīāsar
Khāl Kīāsar (persiska: خال کیاسر) är en ort i Iran.   Den ligger i provinsen Gilan, i den norra delen av landet, 200 km nordväst om huvudstaden Teheran. Antalet invånare är 706.
Terrängen runt Khāl Kīāsar är huvudsakligen platt, men åt sydväst är den kuperad. Runt Khāl Kīāsar är det ganska tätbefolkat, med 134 invånare per kvadratkilometer. Närmaste större samhälle är Langarud, 4,7 km sydväst om Khāl Kīāsar. Trakten runt Khāl Kīāsar består till största delen av jordbruksmark.